# Africolithes
Africolithes is een uitgestorven geslacht van weekdieren uit de klasse van de Gastropoda (slakken). Exemplaren van dit geslacht zijn slechts als fossiel bekend.